# Єрьомін Сергій Євгенійович
Сергі́й Євге́нійович Єрьо́мін (нар. 25 травня 1996 — 25 червня 2023, Кремінна) — український військовослужбовець 95-ї окремої десантно-штурмової бригади, старший солдат, нагороджений орденом «За мужність» ІІІ ступеня.

## Біографія
Сергій навчався в школі № 10 міста Черкаси, потім у Черкаському професійному будівельному ліцеї здобув професію електрозварювальника. Працював на підприємстві «Автомагістраль-Південь», пізніше на фірмі «McLaut».
У війську служив оператором десантно-штурмового взводу.
Загинув внаслідок стрілецького бою на Луганщині.

## Нагороди
- Орден «За мужність» ІІІ ступеня»[3].